# Goszczanów
Goszczanów (daw. Goszczonów) – wieś w Polsce, w województwie łódzkim, w powiecie sieradzkim, siedziba gminy Goszczanów.

## Położenie
Goszczanów leży na Nizinie Południowowielkopolskiej, na Wysoczyźnie Tureckiej, u podnóża Wału Malanowskiego, nad Swędrnią, około 29 km na wschód od Kalisza i około 27 km na północny zachód od Sieradza; historycznie położony jest w Kaliskiem, na historycznej ziemi sieradzkiej; do II rozbioru Polski (1793) leżał w powiecie sieradzkim województwa sieradzkiego, po utworzeniu Księstwa Warszawskiego (1807) leżał w departamencie kaliskim, po utworzeniu Królestwa Polskiego (1815) leżał w województwie kaliskim.
Goszczanów położony jest w zachodniej części województwa łódzkiego, w odległości około 10 km na zachód od zbiornika retencyjnego Jeziorsko, przy drodze Turek – Błaszki. Przez miejscowość przepływa rzeka Swędrnia o długości 47,6 km, która jest prawobrzeżnym dopływem Prosny (dopływ III stopnia Odry). Źródłowy ciek Swędrni to rów odwadniający zmeliorowane, podmokłe i zatorfione łąki koło Lipicza w województwie łódzkim. Powierzchnia całkowita dorzecza Swędrni wynosi 544,0 km². Swędrnia uchodzi do Kanału Bernardyńskiego – prawego koryta Prosny – w 67 km jej biegu. Prawobrzeżnym dopływem Swędrni jest Żabianka. Część dorzecza Swędrni w pobliżu Kalisza (5 tys. ha) stanowi krajobraz chroniony Doliny rzeki Swędrni. Przedmiotem ochrony są tutaj m.in.: unikatowy w skali regionu naturalny krajobraz dolinny, bogactwo roślin (714 gatunków, w tym 19 chronionych), szerokie zróżnicowanie ekologiczne flory, udział gatunków reprezentujących różne elementy geograficzne, w tym dużo gatunków górskich oraz okazy pomnikowe dębów.

## Części wsi
| SIMC    | Nazwa               | Rodzaj    |
| ------- | ------------------- | --------- |
| 0703581 | Góry Strachanowskie | część wsi |

## Historia
Pierwsze wzmianki o miejscowości pojawiają się w 1136 roku w bulli papieża Innocentego II, w której arcybiskup gnieźnieński wymienia swe posiadłości. Własność abp. gnieźnieńskich aż do II rozbioru Polski. Parafia istniała już przed 1331 r., kiedy to Krzyżacy spalili wieś i kościół. Wieś od tego czasu stała się bardzo jednolita. Historycznie teren ten związany jest z Wielkopolską. W epoce oświecenia XVII-XVIII w. osadzono w okolicy Tatarów, zajmujących się hodowlą koni.
W 1832 roku wieś zmagała się z epidemią cholery.
W latach 1954–1972 wieś należała i była siedzibą władz gromady Goszczanów. W latach 1975–1998 miejscowość położona była w województwie sieradzkim.

## Zabytki
We wsi na wzgórzu kościół św. Marcina i Stanisława z 1666 r. fundacji Adama Poniatowskiego h. Szreniawa, chorążego sieradzkiego, rozbudowany w XVIII i XIX w. Budowla barokowa, jednonawowa. Nawa nakryta stropem kolebkowym. Ołtarz główny barokowy, ołtarze boczne rokokowe z herbami: Korczak i Leszczyc na antepediach. Rzeźby: gotycka św. Jana Ewangelisty i św. Onufrego. Rokokowy krucyfiks w tęczy oraz drugi z XVII w., dwa krucyfiksy procesyjne barokowe. Cenne portrety z XIX w. przedstawiające Józefa Komorowskiego h. Korczak, posła na Sejm Królestwa Polskiego i żonę Dezyderię z Gurowskich. Płyty nagrobne Mikołaja Poniatowskiego z Poniatowa (zm. 1646) z łacińskim napisem. Misa mosiężna gotycka z pocz. XVI w. Szereg cennych elementów wyposażenia z XVIII w.
Budowę kościoła traktował fundator jako wotum w celu uproszenia powrotu syna z niewoli tureckiej. Syn ów, jak wieść niesie, pojmany w 1648 r. pod Zbarażem, zdołał zbiec z niewoli dzięki pomocy Sulejki i Fatimy – dwóch Turczynek, które uciekły z nim do dalekiej Polski. Fakt, że jedna tylko mogła być żoną rycerza, miał być przyczyną ich tajemniczej śmierci. W podziemiach kościoła, do których jest dostęp pod warunkiem uzyskania zgody ks. proboszcza, pokazuje się trumny z prochami Turczynek.
Na cmentarzu m.in. kaplica Unrugów z pobliskiej wsi Sulmów (a w niej tablica z napisem: „Tu spoczywa ś.p. Kazimierz Unrug poległy 3 V 1863 r.”), grobowce Sulimierskich – pomnik autorstwa Andrzeja Pruszyńskiego, Zaborowskich i mogiła żołnierzy poległych w czasie I wojny światowej (ośmiu dragonów z Austro-Węgiersko-Niemieckiej Armii, dowodzonej przez gen. Ignaza von Korde, wsławionego podczas obrony Sochaczewa w październiku 1914 r.).
Według rejestru zabytków Narodowego Instytutu Dziedzictwa na listę zabytków wpisany jest obiekt:
- kościół parafialny pw. św. Marcina, 1660, nr rej.: kl.IV-73/88/53 z 22.12.1953

## Gospodarka
Dziś to wieś o charakterze rolniczym. Z roku na rok coraz więcej pojawia się firm o charakterze usługowym, tj. transport, budownictwo, usługi komunalne, przetwórstwo itp.

## Turystyka
Przez wieś prowadzi czerwony szlak „Powstańców 1863 r.” długości 52 km z Warty do Gruszczyc.